# Bitva na Něvě
Bitva na Něvě či Něvská bitva (rusky Невская битва) se odehrála 15. července 1240 na řece Něvě a byla v ní poražena švédská vojska družinou Novgorodských pod velením knížete Alexandra Jaroslaviče, později zvaného Něvský.
Bitva je zmiňována jen v pozdější novgorodské kronice a není jasný její skutečný historický význam. V Ruské tradici však jde o slavnou bitvu, která pomohla uchránit Rus od vnějších nepřátel.

## Okolnosti
Na pozadí bitvy stálo celkové oslabení Rusi následkem ničivých mongolských nájezdů po roce 1237. Toho chtěli využít Švédové k získání kontroly nad strategickým místem při ústí Něvy a města Stará Ladoga, které patřily mezi klíčové body na obchodní cestě „od Varjagů k Řekům“. 

## Průběh bitvy

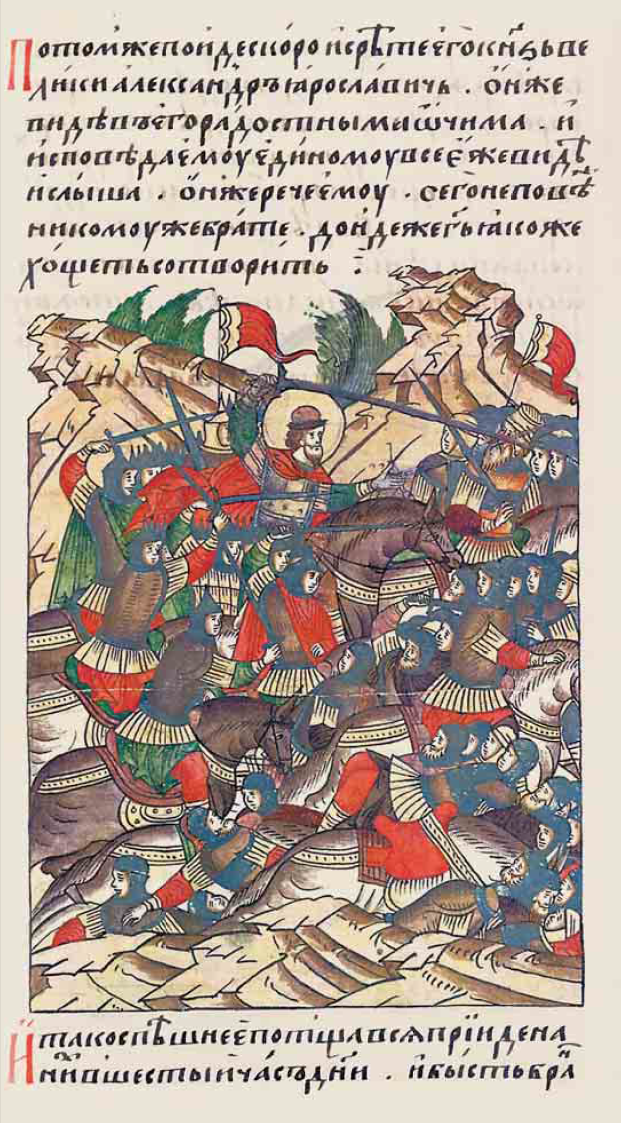
Znázornění bitvy v ilustrovaném kronice Ivana Hrozného z poloviny 16. století

Poté, co se kníže Alexandr dověděl o postupu Švédů, vedl své vojsko podél řeky Volchovy, aby do Ladogy dorazil dříve, než protivník, což se mu podařilo. Ve městě se k jeho vojsku připojili také místní obyvatelé. Švédové, v jejichž řadách byli také Norové, Finové a Tavastinci, mezitím pronikli k ústí řeky Ižory.
Rusové využili husté mlhy a napadli švédské ležení. Okamžik překvapení byl silný a Švédové utrpěli těžkou porážku, načež se zbytek švédské armády dal na útěk. V bitvě zahynul švédský vůdce jistý Spiridon, o němž není nic bližšího známo. Pozdější kroniky se zmiňují o tom, že Alexandr v průběhu bitvy vypíchl jarlu Birgerovi oko. 
Někteří historici ztotožňují vůdce Švédů s jarlem Birgerem, pozdějším sjednotitelem Švédska, případně s novgorodským arcibiskupem téhož jména. Při zkoumání Birgerových ostatků bylo v oblasti pravé očnice zjištěno zhojené vážně zranění, nicméně Birger na rozdíl od švédského vůdce zemřel až v roce 1266, 26 let po Něvské bitvě.

## Následky
Díky vítězství v této bitvě, v níž Alexandr prokázal pozoruhodné vůdčí schopnosti a odvahu, získal později přízvisko Něvský. Bitva na Něvě zřejmě na čas odvrátila švédské útoky v době, kdy se Švédsko zabývalo vnitřní konsolidací a dobýváním Finska.
Další slávy dosáhl Alexandr v bitvě na Čudském jezeře, ve které se o dva roky později utkal s řádem německých rytířů.
Na domnělém předpokládaném místě bitvy, tehdy na předměstí Petrohradu, byl carem Petrem I. Velikým roku 1710 založen monastýr sv. Alexandra Něvského (Alexandro-Něvská Svatotrojická lávra) a v roce 1723 sem car nechal přenést ostatky velikého knížete. Dalším domnělým místem bitvy je Usť-Ižora (Ústí Ižory).